# Solidere
SOLIDERE es una sociedad anónima responsable de la reconstrucción del Distrito Central de Beirut, severamente dañado después de la guerra civil libanesa (1975-1990). El nombre es la forma abreviada de Société Libanaise pour le Développement et la Reconstruction (Sociedad Libanesa para el Desarrollo y la Reconstrucción).

## Antecedentes
Durante mucho tiempo, Beirut ha sido considerada una ciudad prestigiosa y de gran importancia comercial y financiera en la zona del Mediterráneo oriental. Esta reputación tiene su origen durante la segunda mitad del siglo XIX, cuando las exportaciones de seda hacia Francia dieron gran impulso a la economía de la ciudad y a instituciones financieras y educativas. La prosperidad y el ambiente cosmopolita de esa época dio lugar a que Beirut fuese conocida como el “París del Medio Oriente”.
No obstante, el inicio de la guerra civil en 1975, y su prolongación hasta 1990, trajo consigo la destrucción del Distrito Central y de varias zonas dentro de la ciudad. En un intento de reactivar la economía libanesa, y consciente del esplendor del pasado de la capital, Rafic Hariri, primer ministro de Líbano, fundó SOLIDERE el 5 de mayo de 1994.

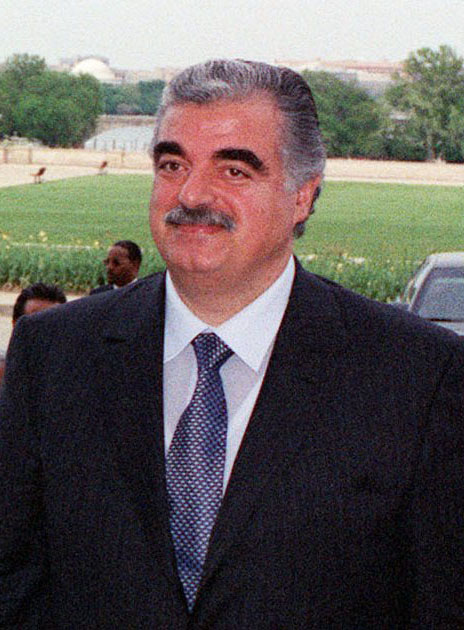
Rafic Hariri.

Desde su fundación, el principal objetivo de SOLIDERE fue la restauración del Distrito Central, espacio de gran valor simbólico en Beirut. Hoy en día, el área intervenida por la compañía ha dado lugar al desarrollo de áreas comerciales en una extensión de 100,000 m²; espacios residenciales lujosos y centros culturales y de esparcimiento. En conjunto, el Distrito Central constituye un punto de atracción para visitantes locales y turistas provenientes de los países vecinos.
El plan maestro de SOLIDERE cubre 1.91 km² (191 ha) de los cuales: 
- 1.18 km² (118 ha) corresponden al distrito central tradicional.
- 0.73 km² (73 ha) ganados al mar.

El espacio público comprende 0.98 km² (98 ha) de los cuales:
- 0.59 km² (59 ha) corresponde a vías de comunicación.
- 0.39 km² (39 ha) de espacios abiertos.

## Controversias
Desde su fundación, SOLIDERE ha recibido diversas críticas respecto a los problemas que provocaría su intervención en un espacio de gran valor simbólico para los beirutíes. Entre los puntos de las críticas se encuentran: el encarecimiento del suelo en las zonas aledañas al Distrito Central; la manipulación de la historia y del entorno urbano para construir una "ciudad espectáculo" y la privatización de los espacios públicos. 
Respecto al encarecimiento del suelo en las zonas aledañas al Distrito Central se puede citar como ejemplo el barrio cristiano de Achafrieh. En relación con la manipulación histórica y urbana, se menciona que su consigna “Conservación de la herencia” es muy cuestionable. Si bien durante el proceso de reconstrucción del Distrito Central se restauró el exterior de varios inmuebles, en otros casos se demolieron cuadras enteras para erigir inmuebles que no guardaban ninguna continuidad con aquellos existentes antes de la guerra civil. Ejemplo de ello es la transformación del entorno circundante a la Plaza de los Mártires y la demolición del antiguo zoco de Beirut para construir en su lugar una zona comercial de Malls, donde no se dan las mismas relaciones sociales como en un verdadero zoco.
El proyecto de SOLIDERE no ha contribuido a la creación de un espacio de confluencias, de reconciliación nacional en una sociedad donde la tensión interconfesional aún es evidentes. Por el contrario, SOLIDERE ha creado un espacio privatizado alienado, poco acorde con el perfil socioeconómico de los habitantes. 
En ese sentido, el proyecto inmobiliario de SOLIDERE se coloca al mismo nivel de proyectos futuros de gran lujo en la región. Ejemplo de ello son: Al Zahra, en Emiratos Árabes Unidos; Eastown en El Cairo, Egipto; el Distrito Central de Jedda, en Arabia Saudita y el nuevo distrito urbano en la Bahía de Argel. Es por esta razón que se aduce que hoy en día el Distrito Central está más orientado a la recepción de visitantes provenientes de países de mayor poder adquisitivo provenientes de los países del Golfo Pérsico.

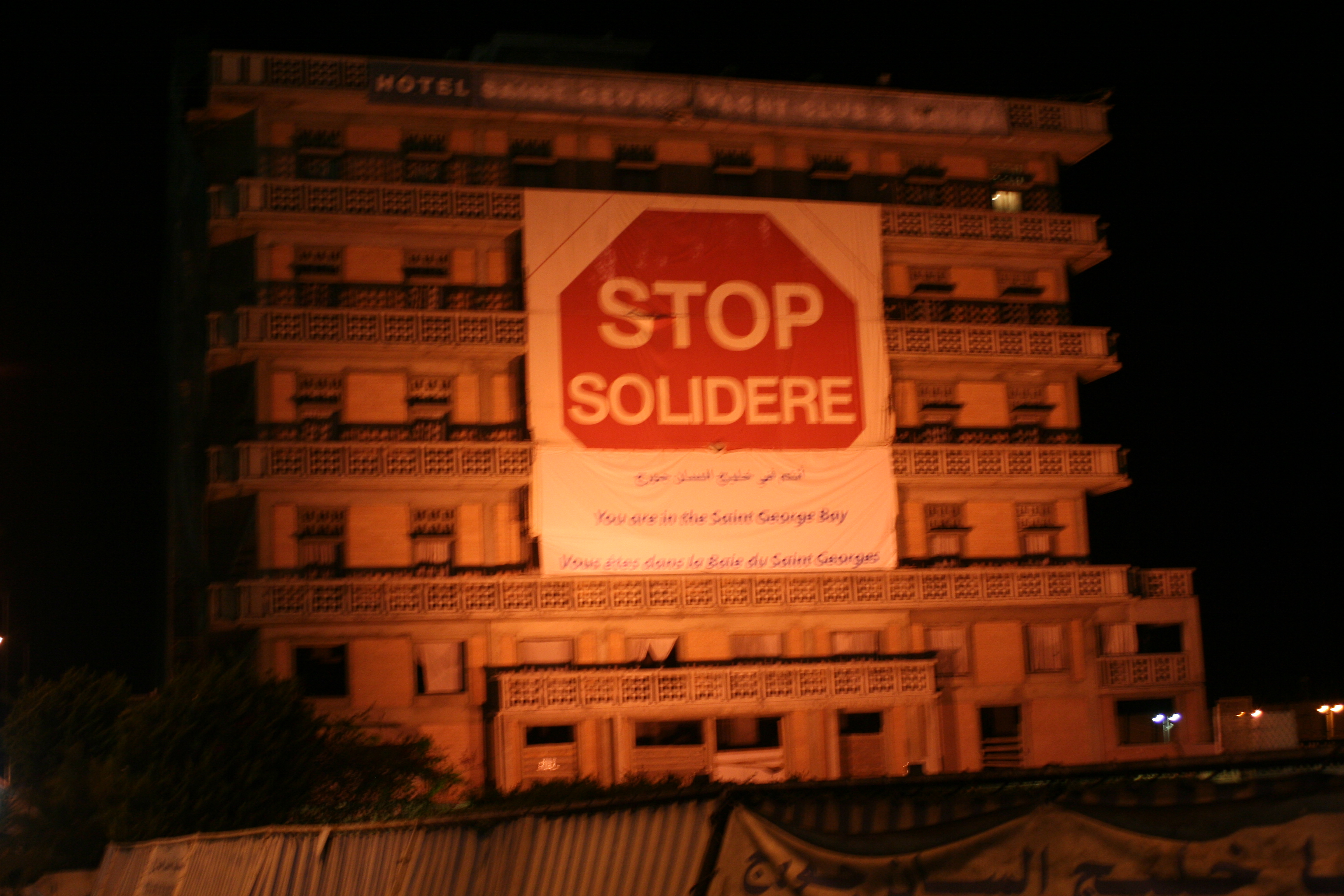
Manta de protesta en un edificio de la Bahía de Saint George.